# Козячки народоосвободителен партизански отряд
Козячки народоосвободителен партизански отряд е комунистическа партизанска единица във Вардарска Македония, участвала в така наречената Народоосвободителна войска на Македония.
Създаден е в местността Студена вода в района на Куманово от 12 октомври 1941 година чрез поръчение от пратеника на местния комитет на ЮКП за Куманово Панче Пешев. Формирането на отряда се забавя поради предателството на един от членовете на местния комитет Кочо Попов. Отрядът трябва да действа по направлението Скопие – Куманово – София. Състои се от 25 души. Командир на отряда става Любомир Здравковски (Зафировски) – Гачо и политически комисар Киро Нацев – Фетак. Отрядът се състои от 15 работници, трима земеделци, 6 студенти и ученици и един занаятчия. От тях 11 души са членове на ЮКП, двама са кандидати, петима са членове на СКМЮ, а 7 са симпатизанти. Възрастовата структура на отряда е следната 6 души са под 20 години, 14 души между 20 и 25 години, 4 са между 25 и 27 и един е над 27 г. От всичките 25 души, 15 са отслужили военната си служба, един е завършил Школа за запасни офицери и 9 са без никакво военно обучение. Още същата нощ отрядът тръгва към село Четирце, а по пътя двама от партизаните дезертират. Поради тежките условия в близост до село Четирце напуска и още един партизанин с позволението на командира и се поставя във връзка с местния комитет в Куманово. По пътя към селото още двама партизани напускат отряда (Стоймановски и Трайковски). След кратък престой в селото (няколко часа след полунощ), отряда се разделя на две-три групи и тръгва към Козяк. Поради недоброто здравословно състояние на командира 6 души остават в селото, а останалата част на отряда начело с политкомисара Киро Нацев продължава към Козяк.
На 13 октомври отрядът се установява на връх Китка в планината Козяк. На 14 октомври вече е в близост до село Малотино. Там отряда избира за командир завършилия школа за запасни офицери Салтир Путински. Отрядът е сам и изолиран от околните села и партизаните се опитват да намерят свои познати в близките села. Оръжието, което носят със себе си се оказва недобре почистено, а мунициите влажни и неупотребяеми. На 15 октомври отряда прави митинг в село Мъгленце. След митинга се решава да се пристъпи към някаква акция и тя е насочена към манастира Прохор Пчински, който според картата на партизаните се намира на 2 км от тях. Нападат манастира и вземат хляб и сирене, което заплащат. Отрядът се завръща в село Малотино и се установява в края му. Партизаните са предадени от кметския наместник на селото Андон Станковски. На 17 октомври отряда е прихванат и разбит от български военни части (петдесет и трети пехотен осоговски полк) и полиция. Падат убити трима (един по-късно), а останалите са закарани в полицейското управление в село Жегляне. На 18 октомври са затворени в Куманово. Петима от бойците са осъдени на смърт и глоба 500 000, а четирима между 10 и 20 години затвор. Една част от бойците успяват да избягат..

## Командване[6]
- Любо Зафировски – Гачо, командир
- Киро Нацев – Фетак, политически комисар
- Боро Божиновски
- Християн Тодоровски
- Тодор Ангелевски
- Салтир Путински